# Парк-мемориал войны (Сингапур)
Парк-мемориал войны — парк в Сингапуре, расположенный вдоль Бич Роад в Деловом центре в Центральном районе Сингапура. Мемориал в память о гражданских жертвах японской оккупации, погибших во время Второй мировой войны возвышается в центре парка. Мемориальный комплекс находится в ведении Управления национальных парков Сингапура.

## Парк
Парк с площадью в 1.4 гектара включает в себя открытые газоны с растущими на них деревьями гнетумами гнемонами (Мелинджау), пересекающие их дорожки ведут со всех 4 концов парка к центральному мемориалу, который окружает пруд.

## История
В течение японской оккупации Сингапура во время Второй мировой войны стихийно возникали массовые захоронения убитых японцами. Когда тела были извлечены из различных мест в 1962 году, Сингапурская китайская палата торговли и промышленности (SCCCI) решила собрать все останки и создать мемориал. Тогдашний премьер-министр Ли Куан Ю выделил участок на Бич-роуд и Парк-мемориал войны был создан на нём.
Проект был завершён и открыт 15 февраля 1967 года в 25-ю годовщину окончания Сингапурской обороны.